# Drama-Theater Saratow

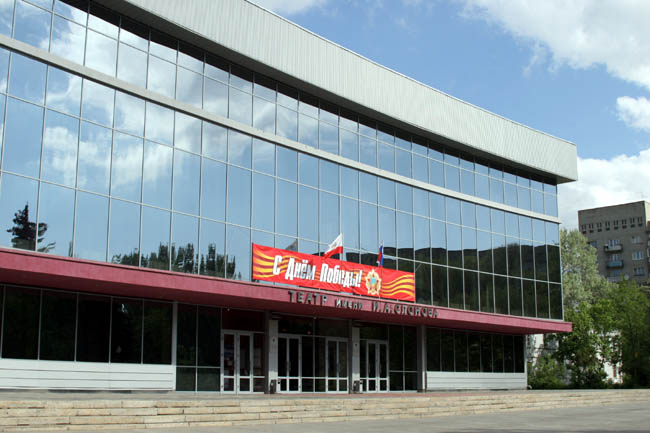
Gebäude des Theaters

Das Drama-Theater Saratow (russisch Саратовский академический драматический театр) ist eines der ältesten Theater in Russland. Im Jahr 2009 eröffnet es seine 207. Theatersaison. Auf der Bühne spielten bisher herausragende Künstler: Katschalow, Strepetowa, Slonow, Dworschezki, Kajurow, Muratow. Auf der Bühne des Theaters begann der Schauspieler Oleg Jankowski seinen kreativen Weg.
Auf der Bühne werden Klassiker des russischen und des internationalen Dramas gezeigt: Ostrowski, Tschechow, Dostojewski, Gogol, Bulgakow, Shakespeare, Tennessee Williams, sowie junge und moderne Autoren.